# جی اس کالتکس سئول KIXX
جی اس کالتکس سئول یک تیم والیبال زنان در کره جنوبی است. این تیم در سئول مستقر است و در V-League بازی می کند. این باشگاه در سال 1970(1348) با عنوان تیم والیبال پتروشیمی هونام تاسیس شد.اسپانسر اصلی آن در حال حاضر جی اس گروپ است

## افتخارات

### داخلی
- سوپر لیگ والیبال کره

قهرمانی: سال های 1991، 1992، 1993، 1994، 1995، 1996، 1997، 1998، 1999
نایب قهرمانی: سال های 1988، 2000، 2001
- وی لیگ

قهرمانی: فصل های2007-08، 2013-14، 2020-21
نایب قهرمانی: فصل های 2008-09، 2012-13
- جام KOVO

قهرمانی: سال های 2007-2012-2017-2020
نایب قهرمانی: سال های 2014-2018-2021

### قاره ای
- جام والیبال باشگاه های آسیا (زنان)

قهرمان 1999

## بازیکنان

### فصل 2021-2022
| شماره | نام                | تاریخ تولد               | قد(به سانتی متر) | پست         |
| ----- | ------------------ | ------------------------ | ---------------- | ----------- |
| 1     | هان سو جی          | ۱ فوریهٔ ۱۹۸۹ ‏(۳۶ سال)    | 183              | مدافع مینی  |
| 2     | کیم جو هی          | ۲ اوت ۲۰۰۲ ‏(۲۲ سال)      | 178              | مدافع میانی |
| 3     | چا یو جونگ         | ۲۰ مارس ۲۰۰۲ ‏(۲۲ سال)    | 181              | قدرتی زن    |
| 4     | هان دا هی          | ۲۸ فوریهٔ ۱۹۹۵ ‏(۳۰ سال)   | 164              | لیبرو       |
| 6     | لی وون جونگ        | ۱۲ ژانویهٔ ۲۰۰۰ ‏(۲۵ سال)  | 176              | پاسور       |
| 7     | آن هی جین          | ۱۶ فوریهٔ ۱۹۹۸ ‏(۲۷ سال)   | 175              | پاسور       |
| 8     | کیم هه بین         | ۱ مارس ۲۰۰۰ ‏(۲۵ سال)     | 156              | لیبرو       |
| 9     | اوه جی یونگ        | ۱۱ ژوئیهٔ ۱۹۸۸ ‏(۳۶ سال)   | 170              | لیبرو       |
| 10    | کانگ سو هوی        | ۱۸ ژوئیهٔ ۱۹۹۷ ‏(۲۷ سال)   | 180              | قدرتی زن    |
| 11    | لتیتیا ماما باسوکو | ۹ اکتبر ۱۹۹۳ ‏(۳۱ سال)    | 184              | قدرتی زن    |
| 12    | هان سو جین         | ۲ ژوئیهٔ ۱۹۹۹ ‏(۲۵ سال)    | 165              | لیبرو       |
| 13    | چوی یون جی         | ۷ ژوئن ۱۹۹۲ ‏(۳۲ سال)     | 182              | قدرتی زن    |
| 14    | کیم جی وون         | ۲۶ اکتبر ۲۰۰۱ ‏(۲۳ سال)   | 174              | پاسور       |
| 15    | ماه میونگ-هوا      | ۴ سپتامبر ۱۹۹۵ ‏(۲۹ سال)  | 189              | مدافع میانی |
| 16    | کیم یو ری          | ۱۱ سپتامبر ۱۹۹۱ ‏(۳۳ سال) | 182              | مدافع میانی |
| 17    | مون جی یون         | ۲۵ ژوئیهٔ ۲۰۰۰ ‏(۲۴ سال)   | 181              | قدرتی زن    |
| 18    | کوون مین جی        | ۲ نوامبر ۲۰۰۱ ‏(۲۳ سال)   | 178              | قدرتی زن    |
| 19    | یو سئو یون         | ۲ ژانویهٔ ۱۹۹۹ ‏(۲۶ سال)   | 173              | قدرتی زن    |
| 20    | اوه سی یون         | ۴ مهٔ ۲۰۰۲ ‏(۲۲ سال)       | 180              | مدافع میانی |

| مربی: چا سانگ هیون                                            |
| کمک مربیان: لی یونگ هی، کیم جونگ نائه، شین بو سیک، جو دو یونگ |